# Vučja Luka
Vučja Luka je naseljeno mjesto u općini Stari Grad Sarajevo, Federacija BiH, BiH.

## Stanovništvo
Nacionalni sastav stanovništva 1991. godine, bio je sljedeći:
ukupno: 205
- Srbi - 196
- Muslimani - 8
- Hrvati - 1